# Claude Guy Louvel
Claude Guy Louvel seigneur du Parc (né à Saint-Malo le 1er août 1725, décédé à Saint-Malo le 9 août 1793) maire de Saint-Malo de 1790 à 1791.

## Biographie
Claude Guy Louvel est le fils  Claude François Louvel notaire royal, seigneur du Parc et de Hélène Maclovie Gaudron (1704-1779). Avocat au Parlement de Bretagne et également notaire royal à Saint-Malo où il possède la plus importante étude de la cité.. Il est élu le 10 février 1790 comme  premier « maire constitutionnel » de Saint-Malo en remplacement de Dominique Sébire l'Aîné 23e et dernier maire de  la municipalité d'ancien régime  pendant que le négociant Alexandre Duparquier est élu premier maire de Saint-Servan. 
Claude Louvel préside à 10 conseillers et à 24 notables joint au Conseil Municipal. La nouvelle municipalité prête serment le 28 février 1790 et tient sa première séance le 1er mars dans l'hôtel de ville installé dans les locaux de l'abbaye Saint-Jean. Michel de la  Morvonnais est  procureur syndic, Gouët substitut et Le Baillif secrétaire greffier. Trésorier de la Contribution patriotique, et des Billets de Confiance. Le 26 décembre il doit reconnaître la sécession de facto de Saint-Servan. Son « administration paternelle » est appréciée des malouins. 
Claude Guy Louvel reste en fonction jusqu'en novembre 1791 lorsqu'il est remplacé par Bernard Thomas Tréhouart colonel de la Garde Nationale. 
Il avait épousé  le 27 novembre 1759, à Saint-Servan  Catherine Marguerite Bazille dont : 
- Catherine Louvel (1760- ?), mariée le 3 mai 1779, Saint-Malo (Ille-et-Vilaine), avec Louis Marie Marion de La Brillantais.
- Laurent Louvel également maire de Saint-Malo.